# رالي كورسيكا 2017
رالي كورسيكا 2017 (بالفرنسية: Tour de Corse 2017)‏ هو سباق رالي أقيم في الفترة من 6 إلى 9 أبريل 2017 في كورسيكا. تكون الرالي من 10 مراحل، وهو أحد سباقات بطولة العالم للراليات موسم 2017 ‏